# Longino de Selinunte
Longino de Selinunte (en latín: Longinus Selinuntius; nacido al comienzo del siglo V - muerto en 498) fue un líder militar isaurio que participó de la guerra isáurica de 492-497.

## Biografía
No se sabe mucho sobre la vida de Longino, aparte del hecho de que nació en la ciudad de Selinunte, en Isauria. Fue uno de los líderes de la revuelta isáurica que estalló después de la designación del silentiarius Anastasio como sucesor del emperador Zenón. Después de dos derrotas importantes (en 492 y 493), los rebeldes isaurios estuvieron, desde el 494 y hasta el 497, encerrados en sus fortalezas en las montañas isaurias, donde recibieron suministros de Longino a través del puerto de Antioquía.
En 497 la guerra terminó con la muerte de sus gobernantes, y un año después Longino fue capturado en Antiochia Lamotis por el general Juan el Jorobado, enviado a Constantinopla para ser exhibido durante la celebración de la victoria de Anastasio, luego torturado y decapitado en Nicea, en Bitinia.